# Jamina
Jamina (hebrejsky ימינה‎, doslova „Doprava“) byla národně-konzervativní izraelská předvolební koalice skládající se ze stran Ha-Jamin he-chadaš a aliance Ichud miflegot ha-jamin. Byla založena v roce 2019 jako aliance stran Židovský domov, Nová pravice a stran součástí aliance Národní jednota. V červnu 2021 byl za stranu zvolen izraelským premiérem Naftali Bennett. Strana Židovský domov opustila koalici v roce 2020 a v roce 2021 koalici opustila i strana Tkuma. Nakonec pod názvem Jamina vystupovala jen strana Ha-Jamin he-chadaš a proto byla v listopadu 2022 rozpuštěna.

## Předsedové
| Předseda | Předseda | Předseda        | Ujal se funkce | Opustil funkci |
| -------- | -------- | --------------- | -------------- | -------------- |
|          |          | Ajelet Šakedová | 2019           | 2019           |
|          |          | Naftali Bennett | 2020           | 2022           |
|          |          | Ajelet Šakedová | 2022           |                |